# Vice Squad (groupe)
Pour les articles homonymes, voir Vice Squad.
Vice Squad est un groupe de punk rock britannique, originaire de Bristol, en Angleterre.
Le groupe est initialement formé de deux autres groupes punk locaux, The Contingent et TV Brakes. L'auteur-compositeur et chanteuse Beki Bondage (née Rebecca Louise Bond) était membre fondatrice du groupe. Bien qu'il y ait eu une période où le groupe avait une chanteuse différente, elle a reformé le groupe en 1997, après une séparation en 1985. Elle est souvent citée comme étant la première « pin-up » punk, présente sur la couverture de plusieurs tabloïds musicaux influents tels que Melody Maker, NME et Smash Hits.

## Biographie

### Débuts
Vice Squad est formé en 1978 avec à l'origine Beki Bondage (chant), Dave Bateman (guitare), Mark Hambly (basse) et Shane Baldwin (batterie), et joue son premier concert le 12 avril 1979 à l'université de Bristol. Bateman et Baldwin sont d'anciens membres de TV Brakes. La première sortie des TV Brakes est le morceau Nothing qui est incluse dans la compilation Avon Calling (1979). Les membres du groupe ont contribué au lancement du label Riot City Records avec Simon Edwards, qui deviendra l'un des plus importants en matière de punk de cette époque. Vice Squad prendra du temps à se faire remarquer, ne jouant que six concerts en 1980. Leur premier single, Last Rockers en 1981, est bien accueilli, vendu à 20 000 exemplaires, et passe 40 semaines de l'UK Indie Chart, atteignant la septième place. Sa suite, Resurrection, atteint la quatrième place, et le groupe entreprend une tournée avec UK Subs. Les singles sont diffusés par John Peel de la BBC Radio 1, et le groupe y enregistre deux sessions pour son show, en 1981 et 1982.
En 1981, le groupe signe avec la major EMI (sur leur succursale Zonophone), et est vivement critiqué par la scène punk DIY,. Leur premier album, No Cause for Concern, est publié à la fin 1981, atteignant la 32e place de l'UK Album Chart. Un second album suit en 1982, et le groupe embarque dans une tournée nord-américaine. À son retour des États-Unis, Bondage annonce son départ. Elle ira rejoindre Ligotage puis Beki and the Bombshells, et, désormais sans elle, Vice Squad est renvoyé par EMI. Le groupe réussit, cependant, à remplacer par Bondage une nouvelle chanteuse du nom de Lia (ex-Jools et Affairs of the Heart). La nouvelle formation, désormais sous la houlette de l'agent Mark « Sooty » Byrne à la seconde guitare, signe avec Anagram Records, et enregistre une session pour l'émission radio de David Jensen. Des singles comme Black Sheep et You'll Never Know sont des succès, mais les ventes déclinent, et le groupe se sépare en 1985. Dave Bateman meurt en 2007.

### Nouvelle version

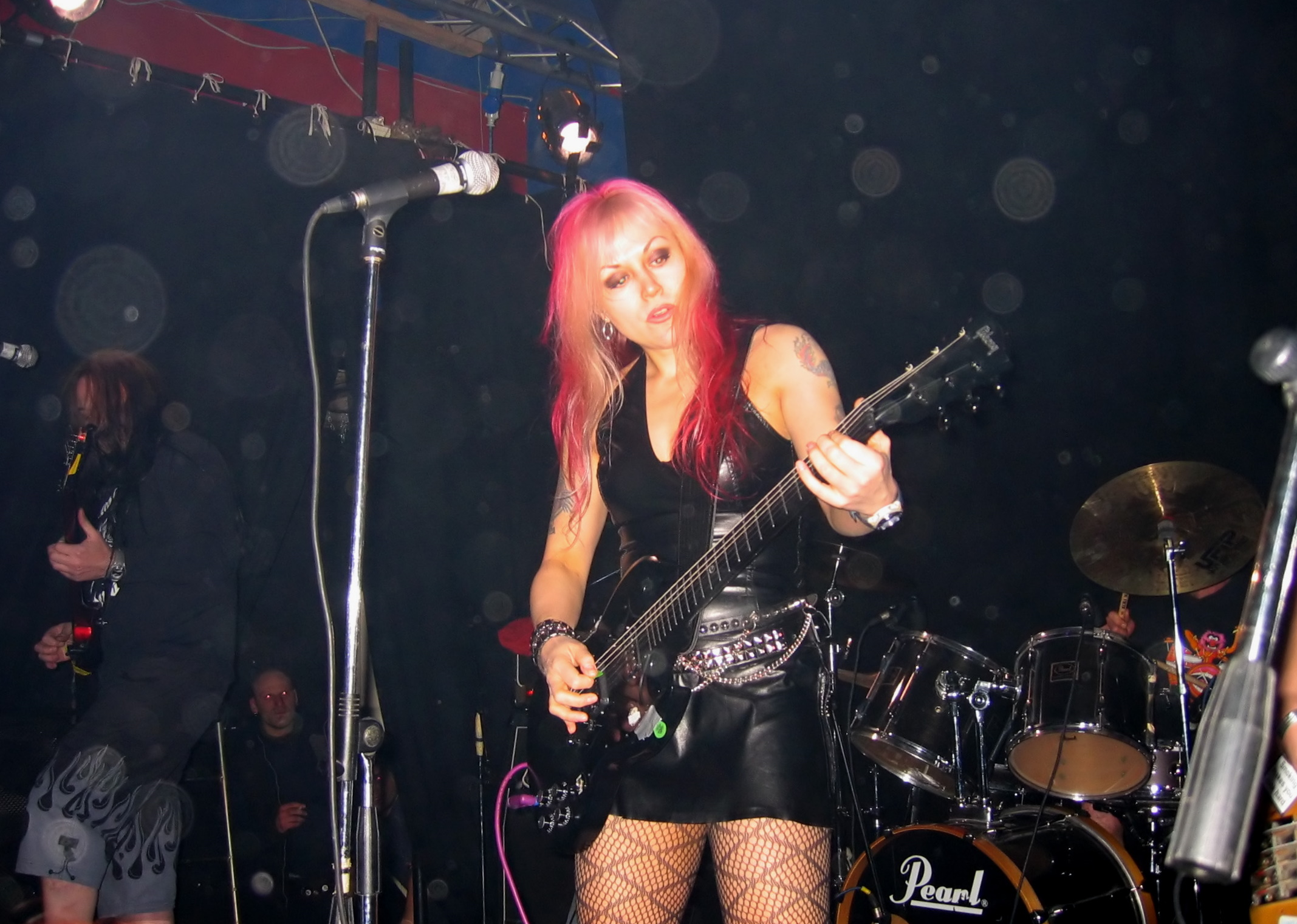
Vice Squad en 2005.

Bondage forme une nouvelle version de Vice Squad en 1997, avec d'anciens membres de Bombshells, après avoir été persuadé de jouer d'anciens morceaux au festival Holidays in the Sun. La formation comprend initialement Bondage (chant), Paul Rooney (guitare), Stilton (basse) et Django (batterie). La section rythmique est remplacée par Michael Giaquinto (basse) et Tony Piper (batterie) à la fin 1999/début 2000. Cette nouvelle formation enregistre d'autres albums et tourne en Europe et aux États-Unis. En 2006, ils publient l'album Defiant, produit par Rooney.

### Retour au old school
Ils passent 2008 à enregistrer un album, Fairground for the Demented. Cette collection de chansons est publiée au format digital sur des sites de vente comme iTunes et Napster. Le style punk gritty se fait en 2009 lorsque Vice Squad publie l'album London Underground, coproduit par Bond et Rooney.
Vice Squad revient en Amérique en 2009, et joue 18 dates locales avec le batteur américain Nick Manning, et Wayne Cotton à la basse (ex-Stuntface) et The Lower Class Brats. L'album Punk Rock Radio est publié en 2011. En 2014, leur nouvel album, Cardboard Country, est terminé, et publié sur le label Last Rockers Records.

## Discographie

### Albums studio
- No Cause for Concern, 1981, Zonophone
- Stand Strong Stand Proud, 1982, Zonophone
- Shot Away, 1985, Anagram
- Get a Life, 1999, Rhythm Vicar
- Resurrection, 1999, Rhythm Vicar
- Lo-Fi Life, 2000, Sudden Death
- Rich and Famous, 2003, EMI
- Defiant, 2006, SOS
- Unreleased 2008, 2009, Last Rockers
- London Underground, 2009, Last Rockers
- Punk Rock Radio, 2011, Last Rockers
- Cardboard Country, 2014, Last Rockers

### Albums live
- Live in Sheffield, 1981, Chaos Tapes Cat: Live003 – seulement disponible en cassette  –  édition limitée 3 000 exemplairesContient les titres : A Side: Resurrection / We're Still Dying / Coward / Young Blood. B Side: The Times They Are A Changing / 1981 / Change The Record / Saturday Night Special / Sell Out.
- Live and Loud!! (1988) Link

### Singles
- Last Rockers (1980) Riot City (UK Indie No. 7)
- Resurrection (1981) Riot City (UK Indie No. 4)
- Special Edition Tour EP (1982) Riot City (UK Indie No. 21)
- Out of Reach (1982) EMI/Zonophone (UK No. 68)
- Stand Strong (1982) EMI/Zonophone
- State of the Nation (1982) Riot City
- Black Sheep (1983) Anagram (UK Indie No. 13)
- You'll Never Know (1984) Anagram
- Teenage Rampage (1985) Anagram (UK Indie No. 44)
- Lavender Hill Mob (2000) Combat Rock
- Santa Claws Is Coming to Town (2009) Last Rockers
- Rockin' Around the Christmas Tree (2010) Last Rockers
- London Lowlife EP (2011) Last Rockers – édition limitée CD quatre titres (tracks: Drama Queen / Plain Jane / Jimmy Jaguar / Dead Doll)

### Compilations
- Last Rockers – The Singles (1992) Abstract
- The Punk Singles Collection (1995) Anagram
- The BBC Sessions (1997) Anagram
- The Rarities (1999) Captain Oi!
- The Very Best Of (2000) Anagram
- Bang to Rights: The Essential Vice Squad Collection (2001) EMI
- The Riot City Years (2004) Step-1
- Fuck Authority (2007) Anarchy
- Punks for a Princess Vol.2 (2012)